# آریان ۱۲۲۵
سیارک ۱۲۲۵ (به انگلیسی: 1225 Ariane، نامگذاری:1930HK) هزار و دویست و بیست و پنجمین سیارک کشف شده‌است که در ۲۳ آوریل ۱۹۳۰ کشف شد.
قدر مطلق سیارک برابر ۱۲٫۱۰ است.